# Jan I. z Lichtenštejna-Murau
Jan I. z Lichtenštejna-Murau (německy Johann I, Herr zu Liechtenstein-Murau, † mezi 19. květnem a 19. říjnem 1395) byl rakouský šlechtic z rodu Lichtenštejnů, pán z Lichtenštejna, Murau v Horním Štýrsku, pán Gmünd-Pibersteinu v Rakousku.

## Život

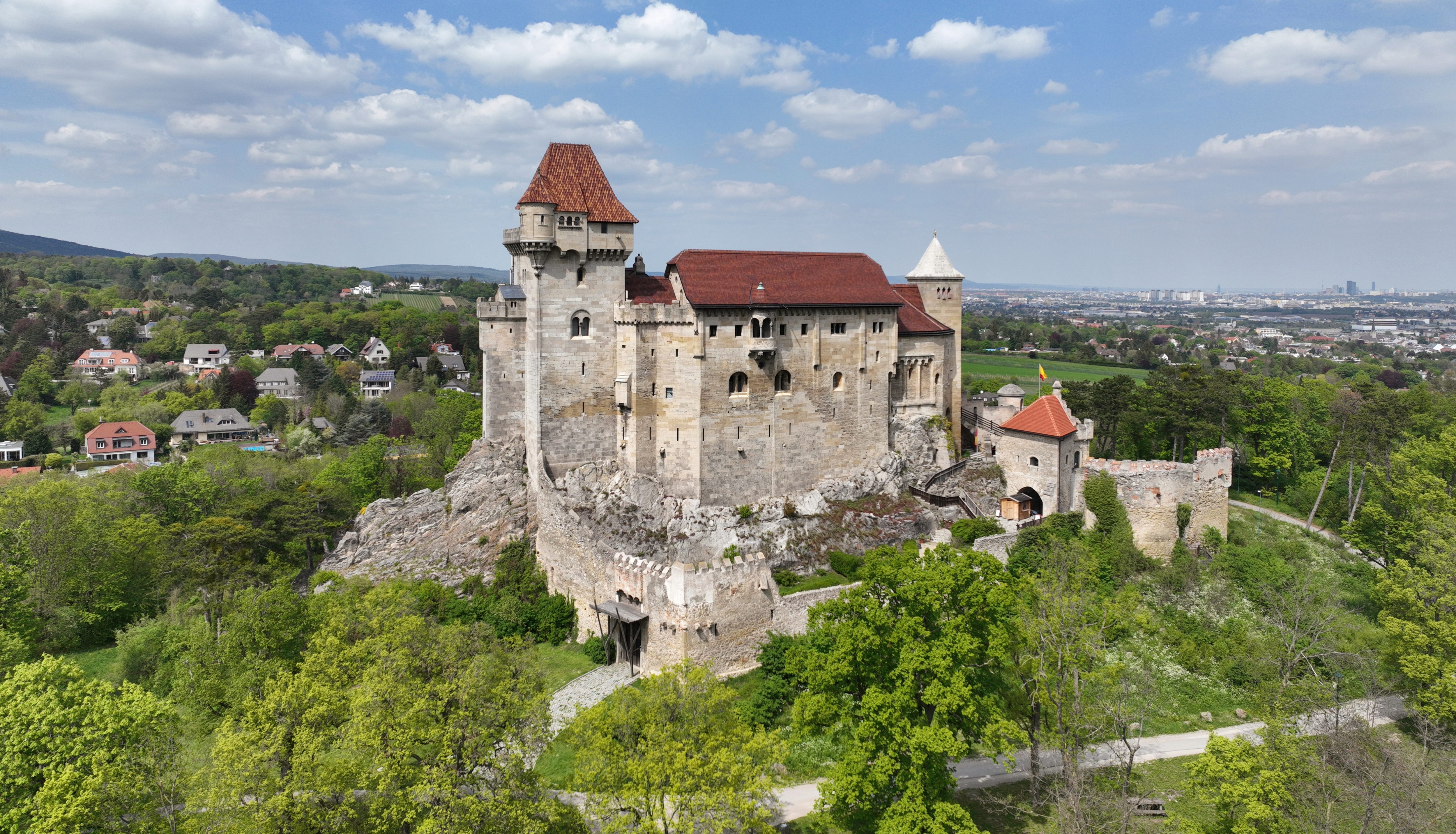
Hrad Liechtenstein, Dolní Rakousko

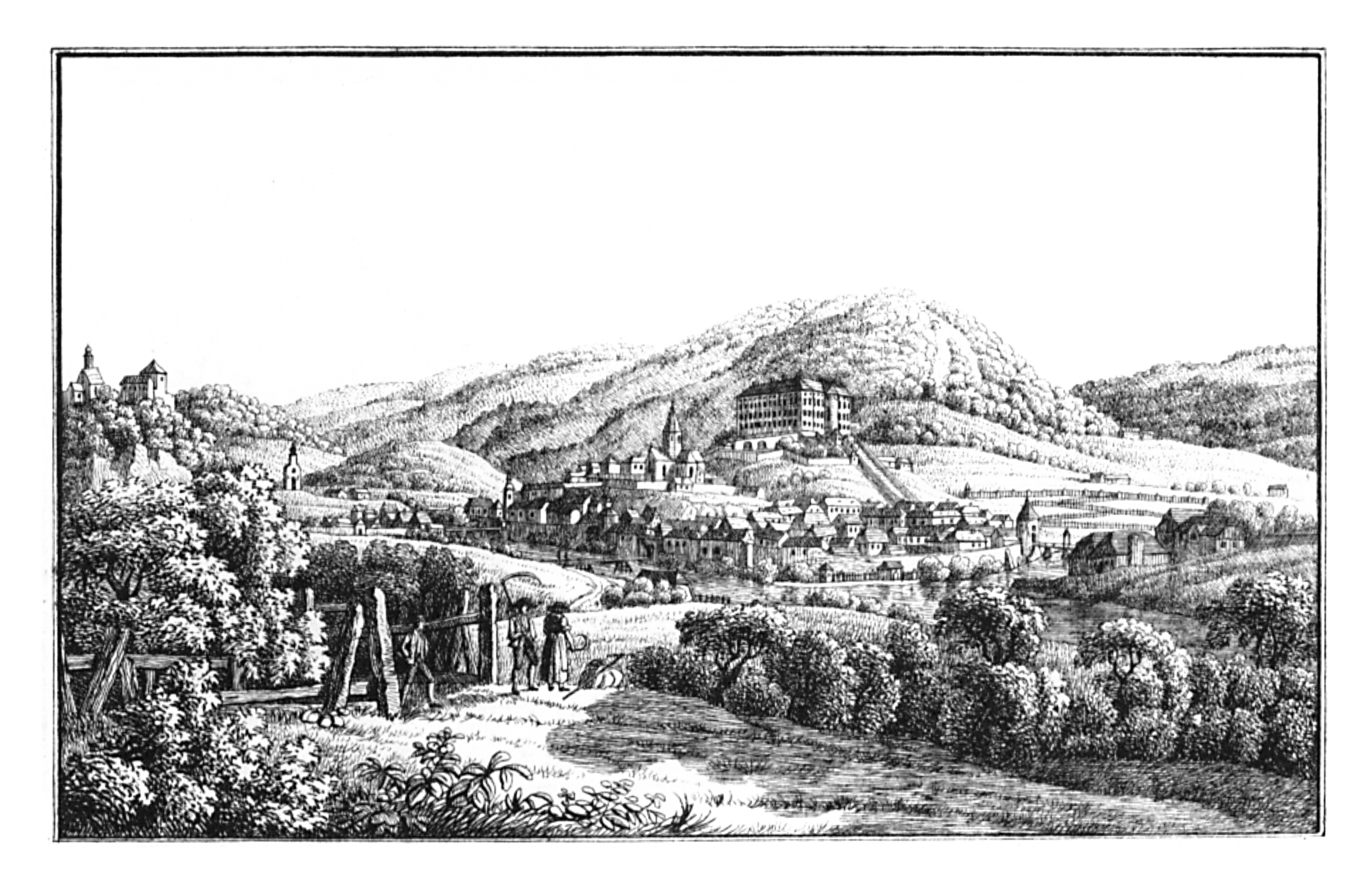
Zámek Obermurau/Murau kolem roku 1830

Narodil se jako syn Rudolfa I. z Lichtenštejna-Frauenburgu († 1343) a jeho manželky Alžběty z Walsee († 1326) a vnuk Oty III. z Lichtenštejna († 1311) a jeho první manželky Anežky z Wildonu († 1260). Měl bratra Ondřeje († asi 1400) a sestru Alžbětu († mezi roky 1349–1364), která se v roce 1333 provdala za hraběte Bedřicha ze Stubenbergu († 1371), a měla syna Jakuba.
Jeho praděd, slavný minesengr Oldřich z Lichtenštejna († 1275) byl kolem roku 1232 postavil hrad Obermurau. V roce 1312 se rod Lichtenštejnů se rozdělil na dvě linie, frauenburskou a murauskou. 
Janův děd Ota III. v roce 1267/1268 společně s dalšími šlechtici ze Štýrska doprovázel českého krále v bojích proti pruským jednotkám a později pomáhal v boji Habsburkům.
V roce 1370 Jan I. získal moravské panství Lednici v roce 1395 Lichtenštejnové získali Valtice, své pozdější hlavní rodové sídlo.
Jeho jméno (Janův hrad) nese pseudogotická napodobenina romantické hradní zříceniny, postavená v letech 1801–1808, nacházející se v Lednicko-valtickém areálu.

## Rodina
Jan I. z Lichtenštejna-Murau se oženil s Annou Ptujskou († 1377), dcerou Herdegena I. Ptujského, zemského maršála Štýrska († 1352) a hraběnky Kláry Gorické. Manželé měli několik dětí:
- Jan II. z Lichtenštejna, člen rady markraběte Jošta Lucemburského a vysvoboditel krále Václava IV. z vídeňského zajetí
- Rudolf III. z Lichtenštejna-Murau († mezi 28. červnem 1425 a 5. únorem 1426), ženatý po roce 1418 s Annou z Zelkingu († 1441/1448), vdovou po Jindřichovi V. z Lichtenštejna († před rokem 1418), dcerou Albrechta z Zelkingu († 1349) a Mincií z Volkenstorfu († 1349).
- Anna z Lichtenštejna-Murau († nar. 11. 8. 1418), provdaná 21. 7. 1394 za hraběte Jakuba ze Stubenbergu (* 1374; † mezi 2. 5. 1434 a 28. 3. 1435), císařský zemský hejtman (1411)